# Amphilectus typichela
Amphilectus typichela är en svampdjursart som först beskrevs av William Lundbeck 1909.  Amphilectus typichela ingår i släktet Amphilectus och familjen Esperiopsidae. Inga underarter finns listade i Catalogue of Life.